# André Rossinot
André Rossinot, né le 22 mai 1939 à Briey (Meurthe-et-Moselle), est un homme politique français. Ancien député, ancien ministre, ancien président du Parti radical, ancien maire de Nancy, il est président de la Métropole du Grand Nancy de 2001 à 2020.

## Biographie
Après avoir suivi ses études au lycée Henri-Poincaré de Nancy, puis à la faculté de médecine de Nancy, André Rossinot devient médecin oto-rhino-laryngologiste (ORL).
Conseiller municipal de Nancy à partir de 1969 et adjoint au maire à partir de 1977, André Rossinot est constamment élu député en Meurthe-et-Moselle entre 1978 et 1997. Il cède ses fonctions à son suppléant après ses nominations au gouvernement : il est ainsi ministre chargé des Relations avec le Parlement du deuxième gouvernement Jacques Chirac (1986-1988), puis ministre de la Fonction publique du gouvernement Édouard Balladur (1993-1995).
Réélu député après son départ du gouvernement en 1995, il est battu de justesse, deux ans plus tard, par le socialiste Jean-Jacques Denis. André Rossinot se recentre alors sur ses mandats locaux. Il est en effet maire de Nancy depuis 1983. Réélu en 1989, 1995, 2001 et 2008, il brise ainsi la tradition qui veut qu'un maire de Nancy n'accomplisse pas plus de deux mandats. En 2008, André Rossinot est le deuxième maire UMP à autoriser la signature des Pacs en mairie, après Christian Estrosi à Nice. Depuis 2001, il préside la communauté urbaine du Grand Nancy (CUGN). Il préside actuellement le Pôle métropolitain européen du Sillon Lorrain.
André Rossinot est président du Parti radical à plusieurs reprises : de 1983 à 1988, de 1993 à 1997 et de 2003 à 2007 (en tandem avec Jean-Louis Borloo à partir de 2005). L'hypothèse d'une candidature d'André Rossinot à l'élection présidentielle de 1988, sous l'étiquette du Parti républicain, est évoquée. Également membre de l'UMP, dont il est membre du comité exécutif, il prend ses distances avec la méthode employée par Dominique de Villepin lors de la crise du CPE (recours à l'article 49-3 de la Constitution et refus du dialogue avec les partenaires sociaux au début de la crise), sans pour autant critiquer le projet. Il apporte son soutien à Nicolas Sarkozy aux élections présidentielle de 2007 et 2012.
Après avoir rejoint l'UDI à sa création, en 2012, il annonce, l'année suivante, qu'il ne sera pas candidat à la mairie de Nancy en 2014, mais prend la présidence de la Métropole du Grand Nancy pour une durée de trois ans,. Le candidat qu'il soutenait, Laurent Hénart, lui succède le 6 avril 2014 comme Maire de Nancy.
En avril 2018, il annonce qu'il apporte son soutien au président de la République, Emmanuel Macron.

## Détail des mandats et fonctions

### Au gouvernement
- 20 mars 1986 - 10 mai 1988 : ministre chargé des Relations avec le Parlement
- 30 mars 1993 - 11 mai 1995 : ministre de la Fonction publique

### À l'Assemblée nationale
- 1978 - 1986 ; 1988 - 1993 ; 1995 - 1997 : député pour la Meurthe-et-Moselle

### Au niveau local
- à partir du 16 juillet 1969 : conseiller municipal de Nancy
- 1977 - 1983 : deuxième adjoint au maire de Nancy, chargé des affaires sociales
- 1983 - 1988 : vice-président du conseil régional de Lorraine
- 1983 - 2014 : maire de Nancy
- 1983 - 1989 ; 1992 - 1995 : vice-président du district urbain de l'agglomération nancéienne
- 1989 - 1992 : président du district urbain de l'agglomération nancéienne
- 1995 - 2001 : vice-président de Communauté urbaine du Grand Nancy
- 2001 - 2020 : président de la communauté urbaine du Grand Nancy (CUGN), devenue la Métropole du Grand Nancy

### Autres responsabilités
- 1983 - 1988 ; 1993 - 1997 ; 2003 - 2007 : président du Parti radical
- 1995 - 2010 : président de la Fédération nationale des agences d'urbanisme (FNAU)[8]
- depuis 2001 : secrétaire général de l'Association des maires de grandes villes de France
- depuis 2003 : membre du comité exécutif de l'UMP
- Président d'honneur du Parti radical
- 2007 : président du comité d'orientation du Certu
- Depuis 2014 : président d'honneur de la FNAU

## Autres activités
- Franc-maçon initié au Grand Orient de France[9]
- Membre du club Le Siècle [10]

## Écrits

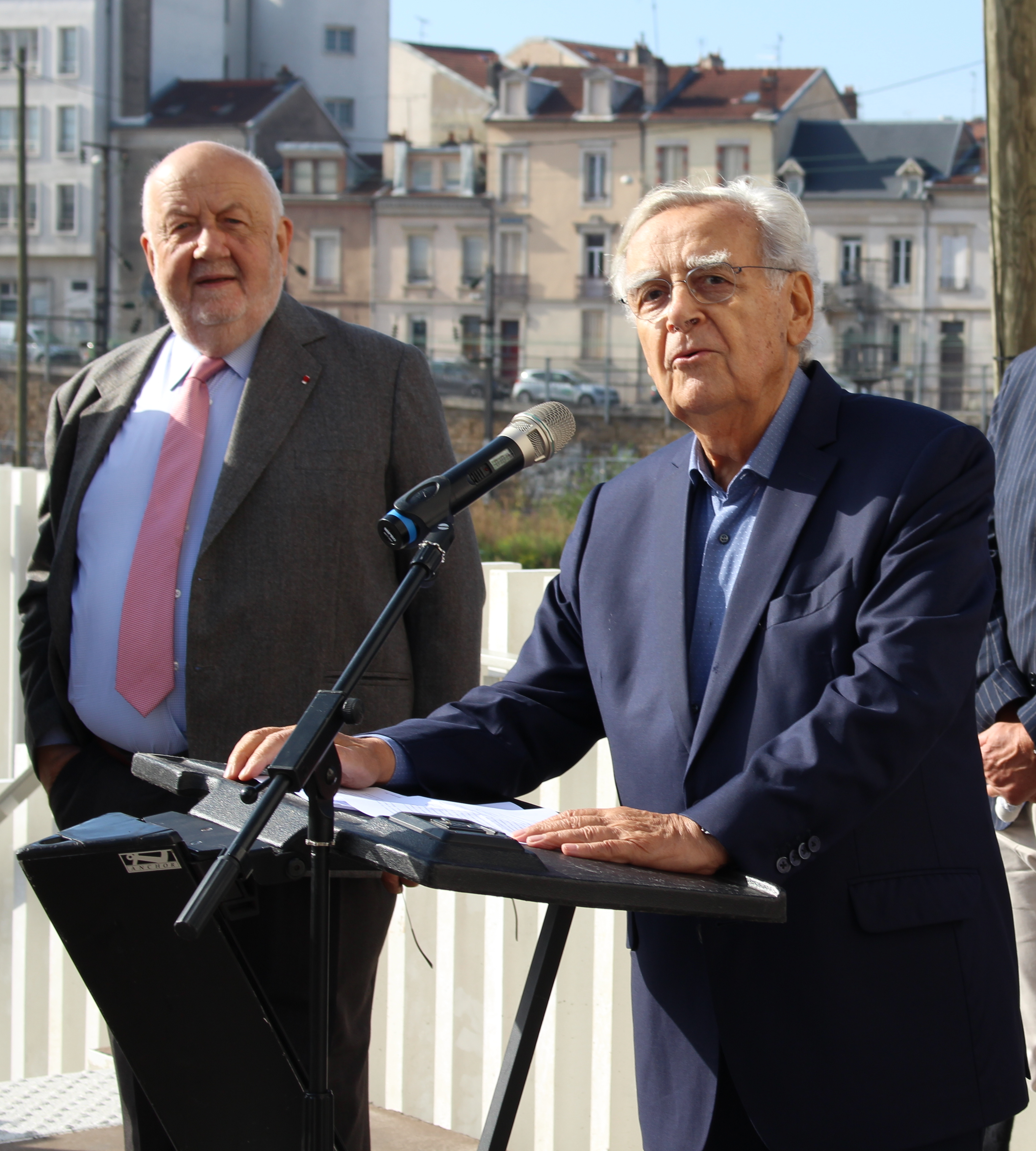
André Rossinot au côté de Bernard Pivot au salon du Livre sur la place (Nancy, 2018).

- André Rossinot, avec la collab. d'Emmanuel Haymann, Stanislas, le roi philosophe, Neuilly-sur-Seine, Michel Lafon, 1999 (réimpr. 2004, 2008), 301 p. (ISBN 978-2-84098-486-3, BNF 37078763)
- Rapport sur La laïcité dans les services publics, remis à Nicolas Sarkozy le 20 septembre 2006

## Distinctions honorifiques
- Commandeur de la Légion d'honneur[11]
- Étoile d'or et d'argent de l'ordre du Soleil levant
- Membre d’honneur de l’Académie de Stanislas
- Docteur honoris causa de l’université internationale d’Agadir